# دوري جرينلاند لكرة القدم 1966–67
دوري جرينلاند لكرة القدم 1966–67 هو موسم من دوري جرينلاند لكرة القدم. فاز فيه Kissaviarsuk-33 ‏.